# 1458 Mineura
1458 Mineura eller 1937 RC är en asteroid i huvudbältet, som upptäcktes den 1 september 1937 av den belgiske astronomen Fernand Rigaux i Uccle. Den har fått sitt namn efter Adolphe Mineur.
Asteroiden har en diameter på ungefär 17 kilometer och den tillhör asteroidgruppen Eunomia.